# Emerson Sheik
Emerson Sheik, född 6 december 1978 i Nova Iguaçu i Brasilien, är en qatarisk fotbollsspelare som sedan 2015 spelar i Flamengo.